# Giuseppe Zais
Giuseppe Zais, né le 22 mars 1709 à Forno di Canale, et mort en 1781 à Trévise, est un peintre vénitien.

## Biographie
Giuseppe Zais, né le 22 mars 1709 à Forno di Canale, est un élève de Marco Ricci et Zuccarelli.
Il est actif à Venise où il s'inscrit comme membre de la Fraglia de 1749 à 1759, et de l'académie des beaux-arts en 1774.
Il meurt en 1781 à Trévise.

## Œuvre
Il suit Zucarelli dans l'exécution de paysages arcadiens en vogue à l'époque, ne trouvant son indépendance que dans quelques scènes de bataille. 
Son œuvre majeure reste la décoration en fresques de la Villa Pisani à Stra, avec des vues de villes italiennes et des paysages ou la fantaisie se mêle au réalisme.
- Ruines d'un bâtiment voûté, vers 1730, Gallerie dell'Accademia de Venise[4]
- Ruines avec une grande arche et des colonnesvers 1730, Gallerie dell'Accademia de Venise [5]
- Paysage avec ruisseau et villageois dansants, vers 1730, Gallerie dell'Accademia de Venise[6]
- Paysage fluvial avec pont et troupeaux, 1735-1740, huile sur toile, 97 × 143 cm, Gallerie dell'Accademia
- Paysage avec une rivière, un pont et des animaux, vers 1730, Gallerie dell'Accademia de Venise[7]
- Ruine avec pyramide 1760-1770, huile sur toile, 61 x 94 cm, Musée des Beaux-Arts de Nancy
- L'Escarpolette, 1765-1770, huile sur toile, 53 × 39 cm, Gallerie dell'Accademia[8]

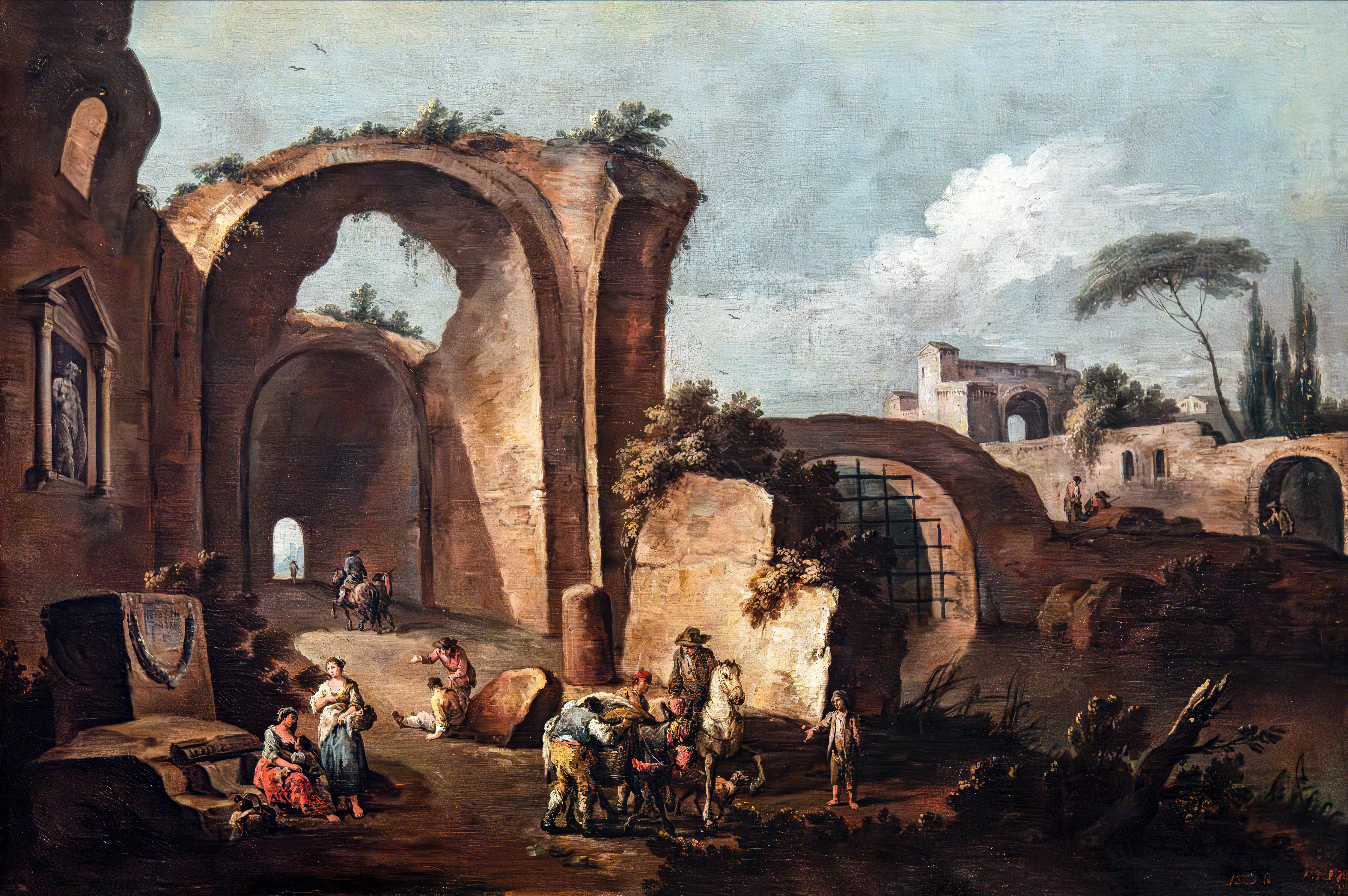
Ruines d'un bâtiment voûté Gallerie dell'Accademia de Venise
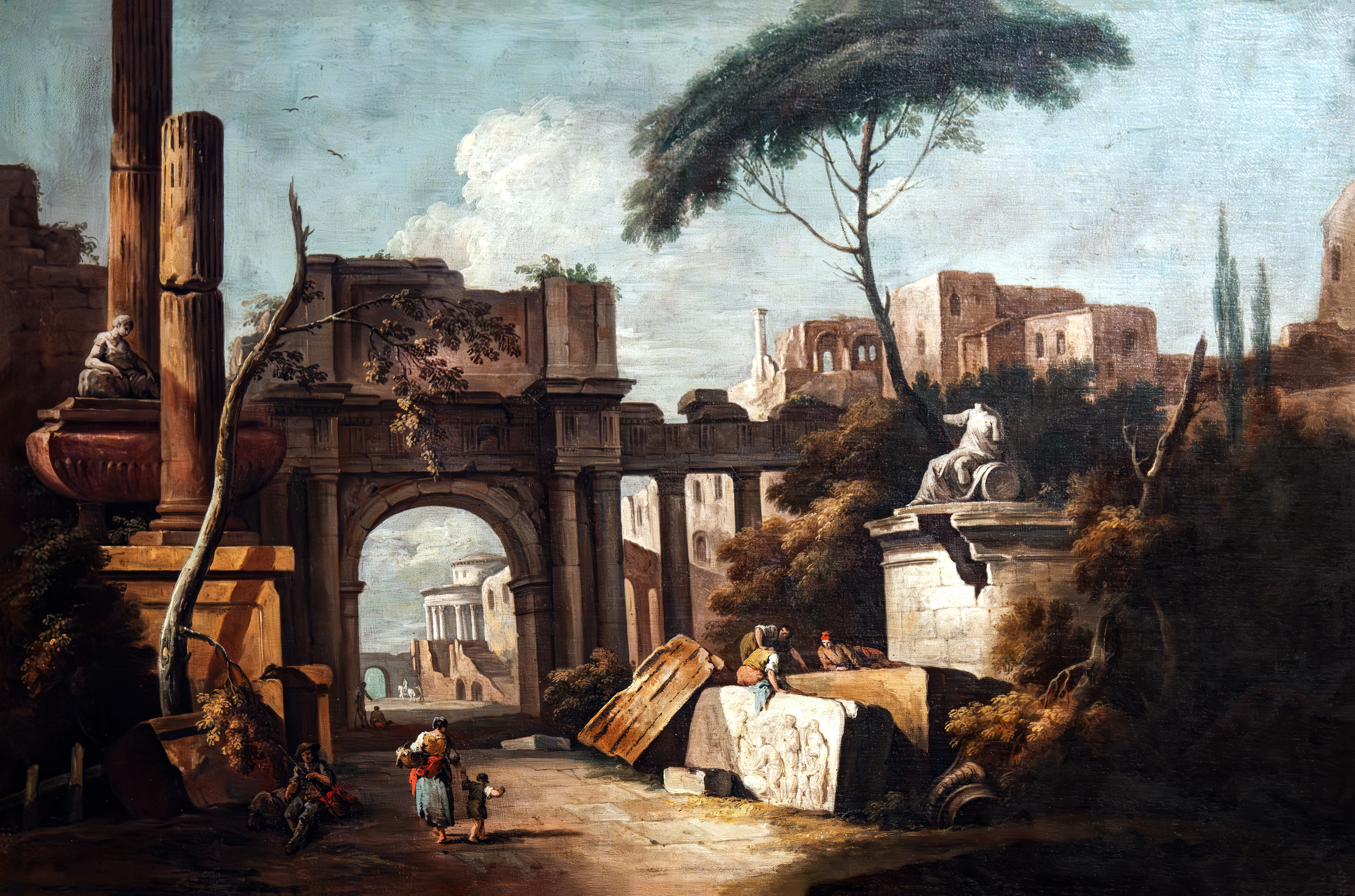
Ruines avec une grande arche et des colonnes Gallerie dell'Accademia de Venise
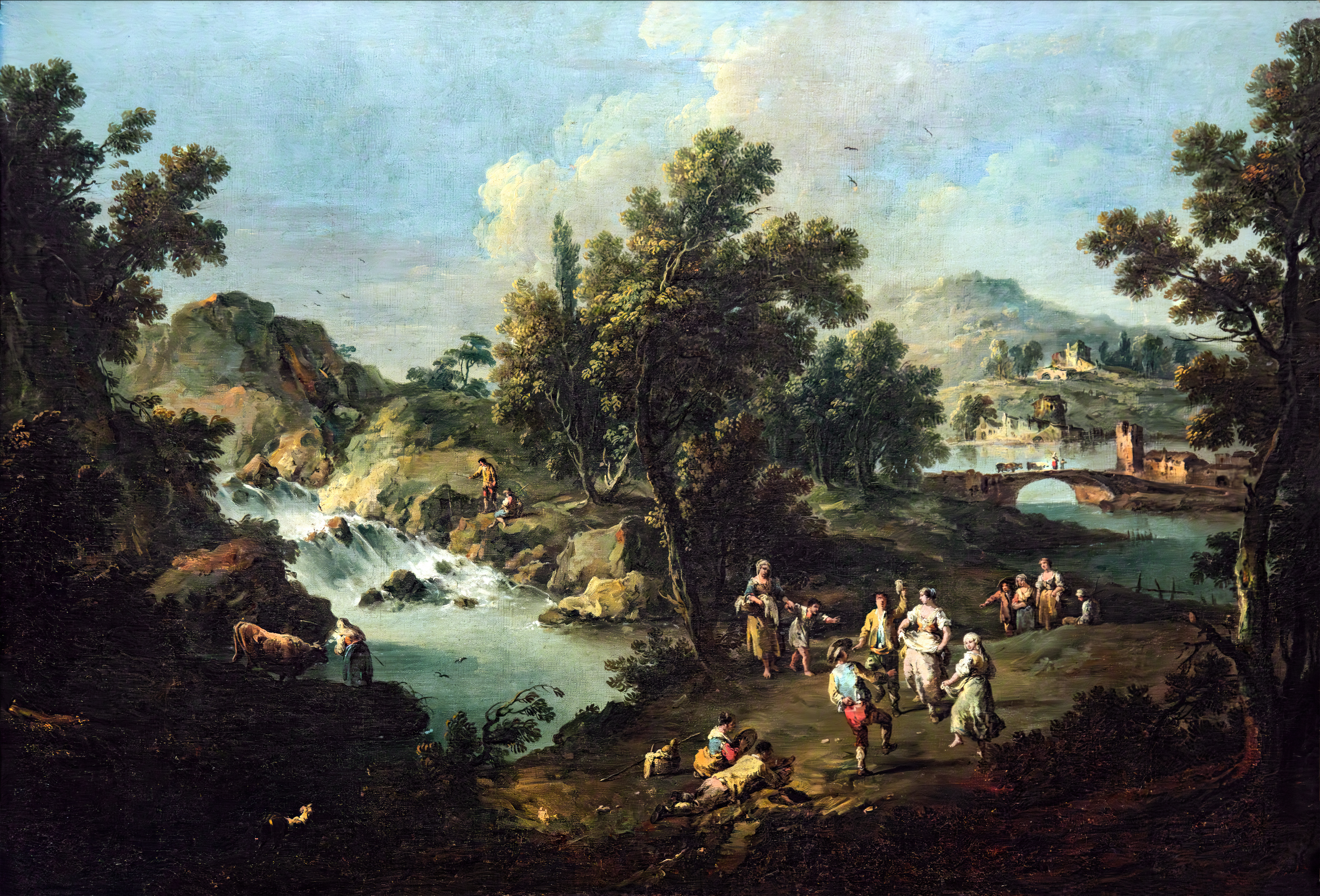
Paysage avec ruisseau et villageois dansants Gallerie dell'Accademia de Venise
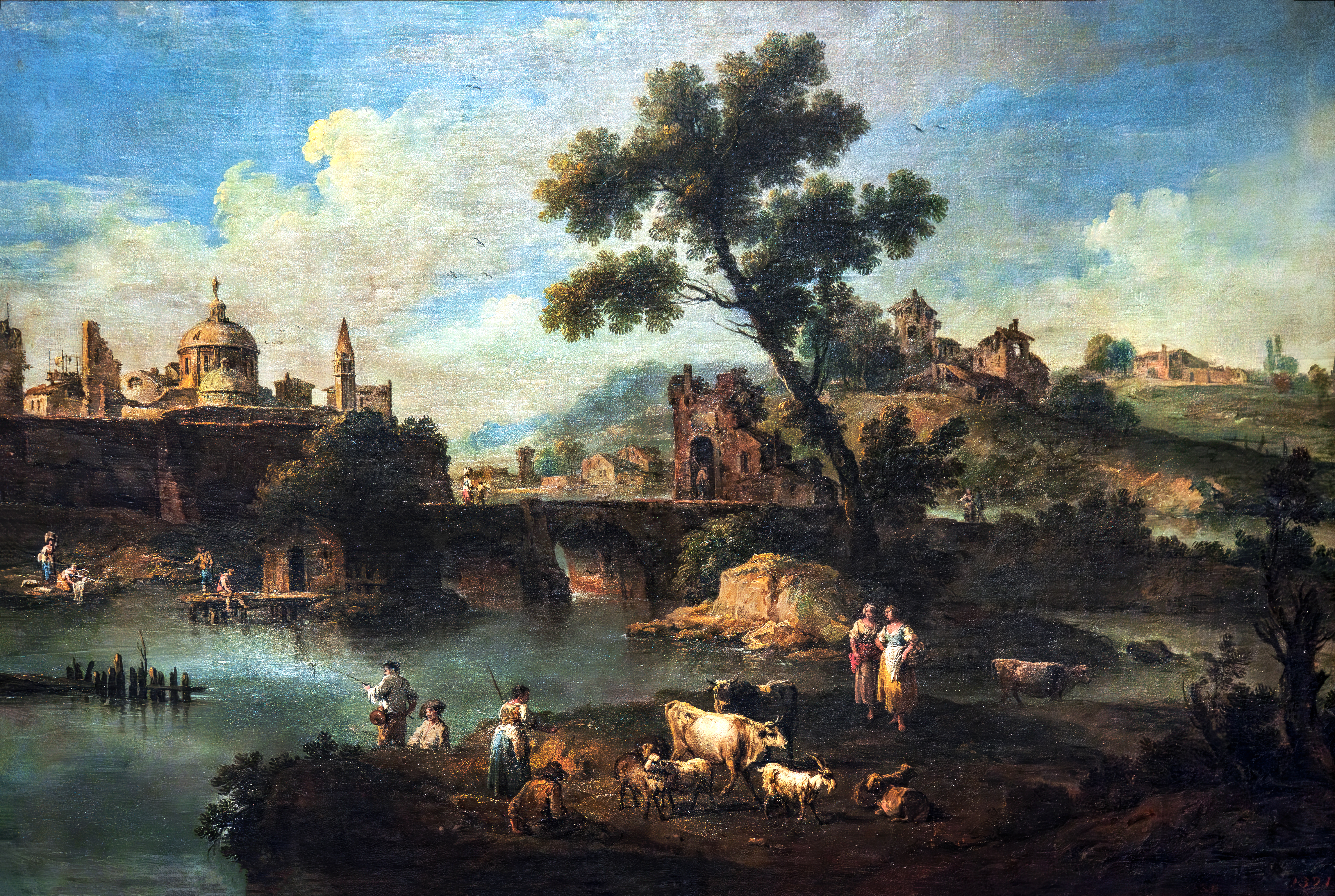
Paysage avec une rivière, un pont et des animaux Gallerie dell'Accademia de Venise
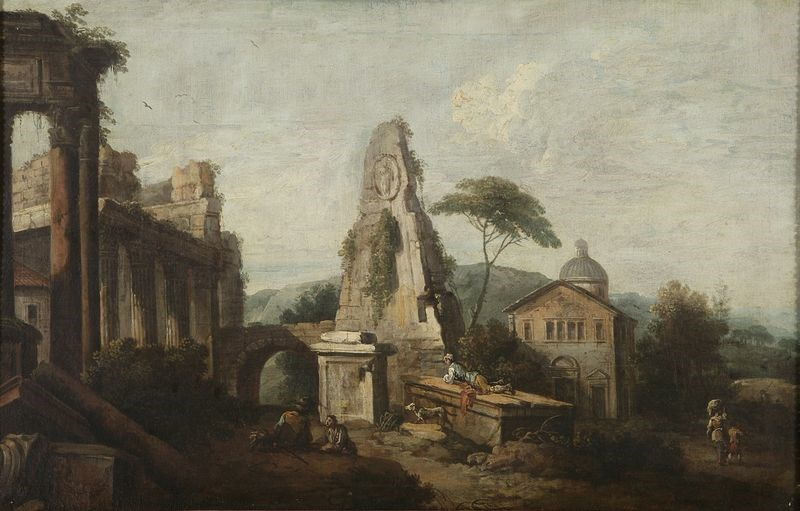
Ruine avec pyramide Musée des Beaux-Arts de Nancy
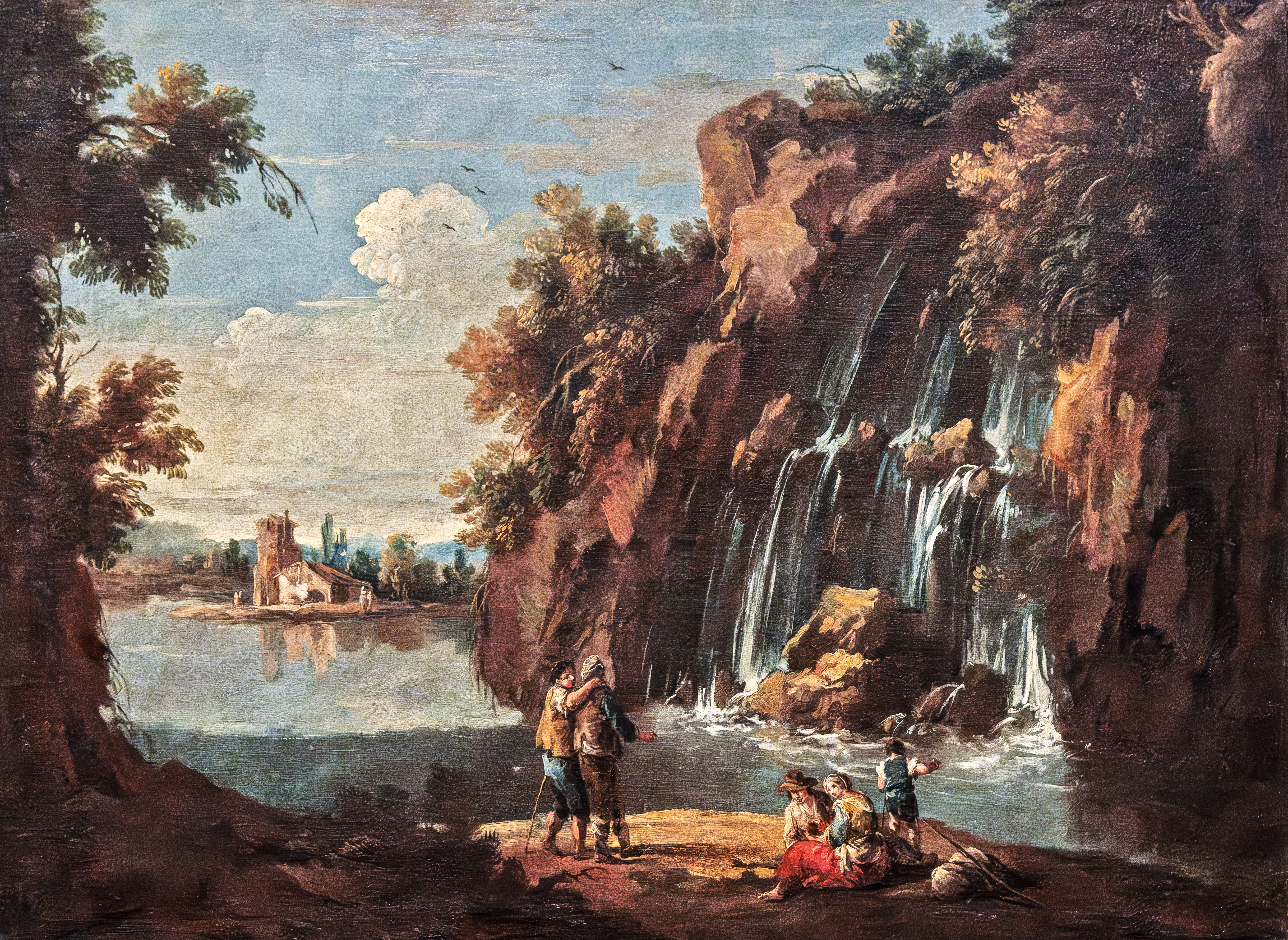
Paysage avec grande cascade Pinacoteca Egidio Martini
Bataille entre chevaliers Pinacoteca Egidio Martini[10]